# Altan Urag
Altan Urag (mongolisch: Алтан Ураг [ˈaɬtʰəɴ ˈʊɾəq]; Goldener Stamm) ist eine mongolische Folk-Rock-Band. Der Musikstil der 2002 gegründeten Band verbindet traditionelle mongolische und zeitgenössische Einflüsse. Die Band gilt als Pionierin des mongolischen Folk-Rock.
Ihre Musik wurde 2006 in dem Film Khadak, dem 2007 erschienenen Film Der Mongole und der Netflix-Fernsehserie Marco Polo verwendet.
Die Band tourt in der ganzen Welt.

## Stil
Die Mitglieder der Band sind alle in klassischer mongolischer Musik ausgebildet. Ihre Darbietungen umfassen typischerweise Morin Khuur (Pferdekopfgeige), Ikh Khuur (große Pferdekopfgeige), Bishguur (traditionelles Horn) und Yoochin (Hackbrett), Khoomei (Kehlgesang).
Obwohl die Band elektrische Instrumente verwendet, sind einige explizit akustisch, um den  traditionellen Klang zu bewahren. Altan Urag bezieht sich nicht nur auf die „grundlegenden Tonhöhen, melodischen Strukturen und Klangfarben“ der mongolischen Musiktradition, sondern integriert auch traditionelle Themen [...] in ihre Lieder".

## Filmkooperationen
Laut Erdenebat Bataar, dem Bandleader, betonte ihre Musik "soziale Probleme, mit denen die Mongolen heute konfrontiert sind". Aufgrund der Musik in Der Mongole, die produziert wurde, um eine breitere kommerzielle Attraktivität zu erzielen, wurde die Band kritisiert, verschiedene nicht-mongolische Elemente zu verwenden.

## Diskografie
- Foal's Been Born (2004)
- Made in Altan Urag (2006)
- Hypnotism (2008)
- Blood (2009)
- Nation (2010)
- Once Upon a Time in Mongolia (2010)
- Mongol (2010)